# 梁漢威
梁漢威，MH（1944年9月19日—2011年8月22日），香港粵劇演員及曲藝導師。他曾任職八和會館第一副主席、前市政局傳統戲曲顧問、香港藝術發展局傳統演藝委員、漢風粵劇研究院院長、漢風粵劇團團長及粵曲導師。
梁漢威十五歲開始學藝，曾經先後與陳慧思、尹飛燕、吳美英等組班演出。二十世紀六十至七十年代經常與梁醒波、新馬師曾、陳錦棠、麥炳榮、鄧碧雲、鳳凰女、羅艷卿、吳君麗等大老倌同台演出。他精通粵劇鑼鼓及音樂，除演出外，更致力研究粵曲唱腔及音樂發展。在《熙寧變法》、《楚漢爭》、《烽火楊州》等劇目全都應用了劇場手法以豐富演出。近年經常參與舞台劇演出，如《南海十三郎》、《始皇最後的日子》、《新啼笑姻緣》、《尋春問柳》、《四大發明》及《劍雪浮生》等。梁氏更憑《始皇最後的日子》獲得舞台劇最佳原創音樂獎，《劍雪浮生》獲香港舞台劇獎最佳男配角(悲劇/ 正劇)，2000年則榮獲藝術發展局頒授「戲曲藝術成就獎」。
除此以外，梁漢威曾于1970年代末至2000年后，在麗的電視及后來的亞洲電視劇集中參與演出。代表作有《八仙過海》、《天龍訣》、《伴我同行》
於2011年8月22日因胰臟癌逝世，享壽66歲。

## 開山劇目
- 《李仙刺目》(1986年4月23日首演於荃灣大會堂)
- 《⾦槍岳家將》(1987年1月29日於北⻆大會堂)
- 《貞觀盛事》[4]
- 《⻁符》[5](「港藝匯萃千嬉頌」節⽬)
- 《淝⽔之戰》[5]
- 《楚漢爭》[5]
- 《吳越春秋》[5]
- 《胡雪巖》[5]
- 《熙寧變法》[6]
- 《烽火揚州》[7]
- 《銅雀臺》[8]

## 電視劇（麗的電視／亞洲電視）
- 1976年 《三國春秋》
- 1976年 《錦繡人生》之迷途羔羊 飾 阿漢
- 1978年 《追族》 飾　文可非
- 1978年 《鱷魚淚》 飾　盛佐才
- 1978年 《變色龍》 飾 伍華
- 1978年 《奇兵36》
- 1978年 《浣花洗劍錄》 飾 金祖林
- 1979年 《新變色龍》 飾 伍華
- 1979年 《天蠶變》飾 鄧奎
- 1979年 《天龍訣》
- 1980年 《大地恩情》 飾 任道良
- 1981年 《女媧行動》 飾 周卓雄
- 1981年 《大昏迷》 飾 報界社長
- 1981年 《再會太平山》 飾 唱南者（客串）
- 1981年 《武俠帝女花》 飾 柳敬亭
- 1982年 《烽火情仇》 飾 李逸安
- 1983年 《再向虎山行》 飾 李軍長
- 1983年 《劍仙李白》飾 孟浩然
- 1983年 《鐵膽英雄》飾 劉川
- 1983年 《少女慈禧》飾 文祥
- 1984年 《武則天》 飾 狄仁傑
- 1985年 《八仙過海》 飾 張果老
- 1985年 《濟公》
- 1985年《萍蹤俠影錄》 飾 張風府
- 1986年 《秦始皇》 飾 李斯
- 1986年 《清末四大奇案》 飾 陳錫彤
- 1987年 《滿清十三皇朝之皇太極》飾 范文程
- 1987年 《成吉思汗》 飾 范繼成
- 1988年 《賽金花》 飾 陸潤庠
- 1989年 《夜琉璃》 飾 教授（良心）
- 1989年 《天堂夢》 飾 朱興隆
- 1999年 《南海十三郎》飾 薛覺先
- 2003年 《伴我同行》飾 聶忠

## 電影
- 1995年 《驚夢魂》
- 1997年 《南海十三郎》飾 薛覺先

## 電視綜藝節目（無綫電視）
- 1994年～1995年：「四字真言好易通」（旁白，與黃霑、唐基明合作主持）

## 外部連結
- 梁漢威在互联网电影资料库（IMDb）上的資料（英文）
- 梁漢威在香港影庫上的簡介
- 離世十年，1987年在香港電台戲曲節目「紅伶訴心聲」中接受訪問的片段重新剪輯成六集。

第一集 （页面存档备份，存于）
第二集 （页面存档备份，存于）
第三集 （页面存档备份，存于）
第四集 （页面存档备份，存于）
第五集 （页面存档备份，存于）
第六集 （页面存档备份，存于）